# Cristiana Muscardini

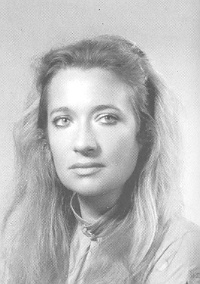
Cristiana Muscardini (1983)

Cristiana Muscardini (* 6. November 1948 in Cannobio) ist eine italienische Politikerin und war von 1989 bis 2014 für verschiedene rechtsgerichtete Parteien Mitglied des Europäischen Parlaments.

## Leben und Politik
Nach einem Studium der Philosophie war Muscardini als Journalistin und Publizistin tätig. 1971 übernahm sie erste Leitungsfunktionen im Fronte universitario di azione nazionale (FUAN), der Hochschulorganisation der neofaschistischen Partei Movimento Sociale Italiano (MSI), im Jahr danach auch in der Partei selbst. 1980 wurde sie in den Stadtrat von Mailand gewählt, dem sie bis 1990 angehörte; 1991 war sie Mitglied des Stadtrats von Varese. Von 1983 bis 1987 war sie zudem Mitglied der Camera dei deputati, des Unterhauses des italienischen Parlaments.
Bei der Europawahl 1989 wurde Muscardini in das Europäische Parlament gewählt, dem sie seitdem angehört. Mit der Umgründung des MSI unter Gianfranco Fini gehörte sie ab 1995 der Alleanza Nazionale (AN) an. Hier war sie auch Mitglied des Parteivorstands und für die Koordinierung der Europapolitik zuständig. Nach der Europawahl 1999 wurde sie stellvertretende Vorsitzende der Fraktion Union für ein Europa der Nationen (UEN), in der die AN Mitglied war; seit 2001 war sie zudem Generalsekretärin der Europapartei Allianz für ein Europa der Nationen (AEN), der die Mitgliedsparteien der UEN angehörten. Von 2002 bis 2003 gehörte sie dem Europäischen Konvent an, der den EU-Verfassungsvertrag ausarbeitete. Nach der Europawahl 2004 übernahm sie zusammen mit Brian Crowley den UEN-Fraktionsvorsitz und wurde zudem stellvertretende Vorsitzende im Ausschuss für internationalen Handel. 2005/06 war sie Regionalkoordinatorin der AN in der Lombardei.
2009 ging die AN in der neu gegründeten Partei Popolo della Libertà (PdL) auf, der auch Muscardini beitrat. Innerhalb der PdL stand Muscardini der Strömung unter Gianfranco Fini nahe, die sich von der Hauptströmung der Partei unter Silvio Berlusconi distanzierte. Ab der Europawahl 2009 bis zum 14. Oktober 2012 gehörte sie im Europäischen Parlament der Fraktion der Europäischen Volkspartei an, in der die PdL Mitglied war. Sie war weiterhin stellvertretende Vorsitzende im Ausschuss für internationalen Handel.
Vom 7. Februar 2011 bis zum 22. Oktober 2012 war sie Mitglied der Partei Futuro e Libertà per l’Italia. Ab dem 15. Oktober 2012 war sie Mitglied der Fraktion der Europäischen Konservativen und Reformisten. Im  Oktober 2012 gründete sie ihre Partei Conservatori e Social Riformatori. Ab Juli 2013 war sie Mitglied des Vorstands der Fraktion Europäische Konservative und Reformisten.

## Schriften
Muscardini hat mehrere Bücher über Europa und Europapolitik veröffentlicht:
- Europa sconosciuta (1994)
- Europa in discussione (1999)
- Europa in tasca (1999)
- La Convenzione europea (2002)
- La Destra in Europa (2002)
- L'Europa promessa (2004)
- L'Europa in Tavola (2009)

## Auszeichnungen
Muscardini ist Komtur des Ritterorden der hl. Mauritius und Lazarus. 2005 erhielt sie die Goldene Medaille der Luxemburger Stiftung „Mérite Européen“. Zudem erhielt sie verschiedene weitere Auszeichnungen, darunter auch Literaturpreise wie den Adelaide-Ristori-Preis und den Ciclope d’argento.